# Abgestürzt (Black Mirror)
Abgestürzt (im Original Nosedive) ist die erste Folge der dritten Staffel und damit die achte Episode der britischen Science-Fiction-Fernsehserie Black Mirror. In der Folge geht es um eine fiktive Welt, in der jeder Mensch über eine persönliche Bewertung verfügt. Die am höchsten zu erreichende Bewertung ist hierbei eine 5,0. Menschen mit einer hohen persönlichen Bewertung werden dementsprechend zuvorkommend behandelt, Menschen mit einer schlechten Bewertung erfahren das Gegenteil.
Ursprünglich hatten Charlie Brooker und Annabel Jones vor, die Folge auf das Buch Brewster's Millions anspielen zu lassen sowie dessen Verfilmung Hilfe, ich bin Millionär, indem eine Person ihren hohen Status verlieren möchte. Schließlich inspirierten sie sich an dem Film Ein Ticket für Zwei. Ebenso wie die Episode San Junipero ist auch diese Episode in Kapstadt und Umgebung gefilmt worden. Für das Schreiben wurden ebenso Rashida Jones und Michael Schur dazugeholt.

## Handlung
Mithilfe eines Augenimplantats und mobilen Geräten ist es möglich, andere Menschen bei ihren täglichen Interaktionen zu bewerten auf einer Skala von einem bis fünf Sternen. Hierbei versucht Lacie Pound von ihrer Bewertung von 4,2 auf 4,5 Sterne zu gelangen, um ein neues Haus wesentlich günstiger zu mieten und nicht mehr mit ihrem Bruder Ryan zusammenzuleben, der sich um seine Schwester sorgt, da sie durch dieses System vollkommen besessen zu sein scheint.
Auf der Hochzeit ihrer besten Freundin aus der Kindheit, Naomi, soll Lacie als Trauzeugin auftreten. Naomi ist ziemlich erfolgreich und besitzt eine Bewertung von 4,7. Lacie möchte von ihren beliebten Gästen profitieren und sich so auf eine Bewertung von über 4,5 hochzuarbeiten.
Da sie bereits vor ihrer Anreise am Flughafen in einige Missgeschicke gerät, fällt ihre Bewertung leicht. Dadurch ist es ihr nicht gestattet, einen Ersatzflug für ihren ausgefallenen Flug zu besetzen, da ihre Bewertung ein wenig zu niedrig ist. Sie kommt in einen Konflikt mit der Assistentin am Flughafen, wodurch sie von einem Sicherheitsarbeiter eine Strafe bekommt. Nun ist ihre Bewertung um einen Punkt gefallen und liegt bei 3,1.
Durch ihre niedrige Bewertung erhält sie ein älteres Modell bei einem Mietwagenhändler, da sie nun mit dem Auto zur Hochzeit fahren möchte. Mitten in der Nacht ist jedoch die Batterie des Mietwagens leer und ihr Plan, ihn aufzuladen, schlägt fehl, da sie nicht das dafür benötigte Adapter besitzt. Es zeigt sich auf ihrem weiteren Weg zu Fuß, dass ihre Mitmenschen sie aufgrund ihrer Bewertung von nun nicht mehr als 2,8 nicht mitnehmen wollen und grundlos schlecht behandeln.
Eine freundliche Lastwagenfahrerin bleibt schließlich stehen. Lacie zögert zunächst, einzusteigen, da diese eine sehr niedrige Bewertung besitzt. Schließlich steigt sie jedoch zu. Während der weiteren Fahrt stellt sich heraus, dass die Fahrerin versucht hat, ihren krebskranken Ehemann zu retten und die teure Behandlung aufgrund ihrer Bewertung nicht bekommen hat. Seitdem ist ihr die Bewertung egal und sie sagt und macht was sie will. Am nächsten Morgen, Lacie hat Schlaf nachgeholt, trennen sich ihre Wege.
Während sie von einer Gruppe Cosplayern mitgenommen wird, nachdem sie vorgegeben hat, sie sei ein Fan der Serie, die sie darstellen, erhält sie einen Anruf von Naomi. Diese hat sich mittlerweile dagegen entschieden, Lacie auf ihre Hochzeit einzuladen, da diese nun eine sehr niedrige Bewertung besitzt. Es stellt sich heraus, dass Naomi nur an ihrer ehemaligen Freundin interessiert gewesen ist, um von ihrer Bewertung noch mehr zu profitieren. Lacie wird nach dem Gespräch von den Cosplayern auf der Straße abgesetzt, da diese zugegeben hat, kein Fan zu sein.
Mit einem geliehenen Quad gelingt es Lacie, über einige Umwege doch noch auf der Hochzeit aufzutreten und ihre vorbereitete Rede vorzutragen. Naomi möchte sie loswerden und Lacie wird schließlich verhaftet. Ihr Implantat wird entfernt und sie sieht nun alles wieder wie vor dem System. Als sie realisiert, dass sie nun wieder alles sagen kann, was sie will, beleidigen sie und ihr Zellennachbar sich gegenseitig und haben Spaß dabei.

## Auszeichnungen
Bryce Dallas Howard wurde 2017 für ihre Darstellung in Abgestürzt für einen Screen Actors Guild Award in der Kategorie Beste Darstellerin in einem Fernsehfilm oder Miniserie nominiert. Bei den BAFTA Television Craft Awards 2017 erhielt die Folge eine Nominierung in der Kategorie Best Photography and Lighting – Fiction. Abgestürzt war 2017 für einen Emmy in der Kategorie Kameraführung für eine Miniserie oder einen Fernsehfilm nominiert. Bei den Royal Television Society Craft & Design Awards gewann Abgestürzt 2017 den Preis in der Kategorie Production Design – Drama.